# Erich Benedikt
Erich Benedikt (* 11. November 1929 in Wien; † 5. Juli 2023 ebendort) war ein österreichischer Ministerialbeamter, Germanist, Gymnasiallehrer und Musikschriftsteller.

## Leben
Erich Benedikt studierte Germanistik, Geschichte und Pädagogik in Wien. Er fungierte ab 1969 langjährig als Leiter der pädagogischen Abteilung für die Allgemeinbildenden höheren Schulen im Bundesministerium für Unterricht und Kunst in Wien, zuletzt als Sektionschef.
Als Herausgeber des Österreichischen Wörterbuchs wurde er weithin bekannt. Seine Forschungen publizierte er in zahlreichen Veröffentlichungen zu literarischen, historischen, pädagogischen Themen, die in späteren Jahren auch heimatkundliche und musikwissenschaftliche Themen betrafen.
Er wurde am 31. Juli 2023 am Hernalser Friedhof beerdigt. 